# DN5
De DN5 (Drum Național 5 of Nationale weg 5) is een weg in Roemenië. Hij loopt van Boekarest via Giurgiu naar Bulgarije. De weg is 67 kilometer lang.

## Europese wegen
De volgende Europese wegen lopen met de DN5 mee:
- Boekarest - Bulgarije
- Boekarest - Bulgarije